# Muhammad Mian Soomro
Muhammad Mian Soomro (Sindhi: محمد میاں سومرو), født 19. august 1950 i Karachi, Sindh i Pakistan, er en pakistansk politiker. Han er medlem af det konservatime centrumsparti Pakistan Muslim League (Q), der traditionelt har støttet præsident Musharraf.
Muhammad Mian Soomro, der kommer fra en politisk aktiv familie fra den syd-pakistanske Sindh-provins, blev indsat som midlertidig præsident i Pakistan den 18. august 2008 efter at landets hidtidige præsident Pervez Musharraf tidligere samme dag var trådt tilbage med øjeblikkelig varsel. På dette tidspunkt var Soomro formand for Pakistans Senat, det ene af det pakistanske parlaments to kamre. Det andet udgøres af Nationalforsamlingen (National Assembly of Pakistan). Soomro afløses 9. september 2008 på posten som præsident af Asif Ali Zardari fra Pakistans Peoples Party (PPP).
Soomro har tidligere også fungeret som midlertidig premierminister i Pakistan fra 16. november 2007 til 25. marts 2008 og han har fungeret som formand for Senatet siden 2002.
1. ↑  Navnet er anført på engelsk og stammer fra Wikidata hvor navnet endnu ikke findes på dansk.